# Yan Xishan
Yan Xishan, (chinês tradicional: 閻錫山, chinês simplificado: 阎锡山, pinyin: Yán Xíshān, Wade–Giles: Yen Hsi-shan) (8 de outubro de 1883 – Taipé, 22 de julho de 1960) foi um senhor da guerra chinês que serviu no governo da República da China. Yan efetivamente controlou a província de Shanxi da Revolução de Xinhai de 1911 até a vitória comunista em 1949 na Guerra Civil Chinesa. Como líder de uma pequena, remota e pobre província, Yan Xishan sobreviveu às maquinações de Yuan Shikai, a Era dos Senhores da Guerra, a Era Nacionalista, a invasão japonesa da China, e à guerra civil subsequente sendo retirado do cargo somente quando os exércitos nacionalistas com os quais estava alinhado perderam completamente o controle da China continental, isolando Shanxi de qualquer fonte de abastecimento econômico ou militar. Yan foi visto pelos biógrafos ocidentais como uma figura de transição, que defendia o uso da tecnologia ocidental para proteger as tradições chinesas, enquanto, ao mesmo tempo a reforma das condições políticas, sociais e econômicas mais antigas de uma maneira que abriu o caminho para as mudanças radicais que ocorreram após seu governo.